# Jakub Won Si-bo
Jakub Won Si-bo (kor.  원시보 야고보; ur. 1730 w Eungjeong-ri, Hongju w ówczesnej prowincji Chungcheong w Korei; zm. 17 kwietnia 1799 w Cheongju) – koreański męczennik, błogosławiony Kościoła katolickiego.
Won Si-bo urodził się w Eungjeong-ri, Hongju w ówczesnej prowincji Chungcheong w Korei. Około 1788-1789 roku, gdy miał już 60 lat, został katolikiem razem ze swoim kuzynem Piotrem Won Si-jang (chociaż jeszcze nie przyjął chrztu). Won Si-bo nauczał religii katolickiej, przez co stał się znany wielu osobom.
W 1791 r. w Korei rozpoczęły się prześladowania chrześcijan. Władze wydały rozkaz aresztowania Won Si-bo i jego kuzyna Won Si-jang. Ostrzeżony w porę Won Si-bo zbiegł, natomiast Won Si-jang trafił do więzienia i poniósł śmierć męczeńską w 1793 roku.
Około 1795 roku Won Si-bo poznał katolickiego księdza Jakuba Zhou Wenmo, który odmówił udzielenia mu chrztu, gdyż żył bez ślubu z pewną kobietą. Po tym wydarzeniu Won Si-bo odprawił swoją konkubinę.
Podczas kolejnych prześladowań w Korei Won Si-bo został aresztowany w 1798 roku. Poddano go torturom w celu zmuszenia do wyrzeczenia się wiary. Zmarł jako męczennik 17 kwietnia 1799 w Cheongju.
Jakub Won Si-bo został beatyfikowany przez papieża Franciszka 16 sierpnia 2014 roku w grupie 124 męczenników koreańskich.
Wspominany jest 31 maja z grupą 124 męczenników koreańskich.